# Zeldenrust (Zuidbarge)
Zeldenrust is een achtkantige stellingmolen in Zuidbarge (Emmen), in de provincie Drenthe. De molen werd in 1857 gebouwd en staat aan het Oranjekanaal (NZ: Noordzijde).

## Oorsprong
Voorheen stond de molen in Emmen (Drenthe) en werd daar gebruikt als oliemolen. In 1857 werd de molen vervolgens in Zuidbarge gebouwd en omgebouwd tot korenmolen. De wieken hebben een vlucht van 21,50 meter.

## Tweede Wereldoorlog

### Onderduikers
De eigenaren van de molen hebben vanaf het najaar 1942 tot april 1945 onderdak geboden aan een Joods gezin uit Nieuw-Amsterdam. In die tijd was de weduwe Jacoba Maria Omvlee-Bekhuis (1885-1977) de eigenaar. Het gezin waaraan zij onderdak bood, bestond uit vader Jozef ten Brink, moeder Hendrina ten Brink, zoon Samuel (Salco) en Meyer, een broer van Jozef. Een andere zoon van Jozef en Hendrina ten Brink, Levie (Leo) ten Brink, moest zich op 17 augustus 1942 melden en is naar Westerbork gegaan. Vanuit Westerbork heeft Levie een brief geschreven, waarin hij de overige leden van zijn gezin vertelt dat ze moeten onderduiken.
In september 1942 heeft Jacoba Omvlee in haar molenaarshuis twee zolderkamers laten bouwen. De timmerman, die NSB'er was, heeft ze verteld dat deze kamers voor haar twee studerende kinderen waren. Toen Jacoba hoorde dat de familie Ten Brink onder moest duiken heeft ze aangeboden om de vier leden van dit gezin op te vangen. Hoe zij elkaar kenden is onbekend. Zij heeft deze actie helemaal alleen bedacht. Ze kreeg geen hulp van buitenaf en behalve haar kinderen, wist niemand dat zij onderduikers in huis had. Doordat zo weinig mensen wisten van de onderduikers, zijn ze niet verraden. Twee keer zijn de onderduikers in gevaar geweest. Hendrina ten Brink vertelde altijd over lekker eten. Op een dag vertelde zij aan Jacoba Omvlee dat koeienmilt erg lekker was. Een zoon van Jacoba is toen koeienmilt gaan halen bij de slager, waarop de slager zei: ‘Koeienmilt? Dat is joods eten!’ De zoon verzon ter plekke een goede smoes. Een ander keer kwamen er Duitsers aan de deur, die Jacoba’s huis wilden doorzoeken. Jacoba gaf de Duitsers een rondleiding door haar huis, waarbij ze zo veel mogelijk tijd probeerde te rekken. Ondertussen gingen haar eigen kinderen in de bedden op zolder liggen en de familie Ten Brink verstopte zich in een wandkast, waarvan de ingang verstopt zat achter een stoel. Hierdoor is het gelukt om verborgen te blijven.

### Na de oorlog
Levie ten Brink, de jongen die helaas niet kon onderduiken, is op 30 september 1942 vermoord in Auschwitz (Polen). Samuel ten Brink is geëmigreerd naar Haifa in Israël en is daar overleden op 7 juli 1967. Jozef ten Brink is teruggekeerd naar Nieuw-Amsterdam en daar overleden op 17 oktober 1953. Hendrina en Meijer zijn allebei in Amersfoort overleden, respectievelijk in 1971 en in 1986. Jacoba Omvlee is op 19 maart 1977 in Emmen overleden.

### Film 'Jacoba'
In 1988 is het verhaal van de onderduikers in de molen verfilmd door Joram ten Brink, de zoon van Samuel. De film werd opgenomen in Nieuw-Amsterdam en in Zuidbarge en de rollen werden gespeeld door de kleinkinderen van Jacoba Omvlee. In 1990 is de film, genaamd ‘Jacoba’, door de NOS uitgezonden, waardoor Jacoba enige landelijke bekendheid kreeg.

### Onderscheiding
In 1988 kreeg Jacoba, overleden in 1977, postuum de eretitel ‘Rechtvaardige onder de Volkeren’. Deze titel werd haar toegekend door Yad Vashem, een staatsinstelling van Israël voor het herdenken van de Joodse slachtoffers van de Holocaust en de redders van Joden. Deze onderscheiding is de hoogste die in Israël wordt toegekend.
Ook de zeven kinderen van Jacoba kregen de onderscheiding, omdat zij eveneens actief betrokken waren geweest bij de onderduik en eveneens een groot risico hadden gelopen.